# Welcome to Paradise (chanson)
 (novembre 2023).
Si vous disposez d'ouvrages ou d'articles de référence ou si vous connaissez des sites web de qualité traitant du thème abordé ici, merci de compléter l'article en donnant les références utiles à sa vérifiabilité et en les liant à la section « Notes et références ».
Pour les articles homonymes, voir Welcome to Paradise.
Singles de Green Day
Longview
(1994) Basket Case
(1994)
Welcome to Paradise est une chanson du groupe punk américain Green Day parue d'abord en 1992 sur leur deuxième album, Kerplunk!, et qui fut réenregistrée pour leur troisième album, Dookie, paru en 1994. La chanson fut le deuxième single extrait de cet album.

## Liste des chansons du single
1. Welcome to Paradise – 3:45
2. Chump (live) – 2:44
3. Emenius Sleepus – 1:44

Chump a été enregistrée live le 11 mars 1994 à Jannus Landing, à St. Petersburg, en Floride.